# Canoonet
Canoonet (Eigenschreibweise: canoonet) war ein Onlinewörterbuch mit angeschlossener Grammatik für die deutsche Sprache. Das Basiswörterbuch von Canoonet enthielt ungefähr 250.000 Einträge, die über 3 Millionen Wortformen entsprachen mit über 25.000 Anwendungsbeispielen, die Bedeutungsangaben und Synonyme zu über 100.000 Stichwörtern und Umschreibungen von sprachlichen Fachbegriffen. Anfang 2020 wurde canoonet eingestellt und ein Teil der Inhalte von der LEO GmbH übernommen.

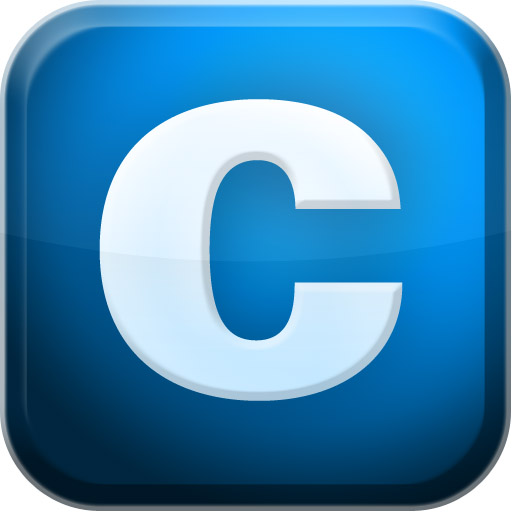
Logo canoonet Mobile

## Hintergrund
Der Anbieter von Canoonet hatte seinen Sitz in der Schweiz und war bis Ende Mai 2019 die Canoo Engineering AG (vgl. UltraLightClient). Der Online-Sprachservice Canoonet entstand in mehrjähriger Kooperation zwischen Mitarbeitern der Universität Basel, der Vrije Universiteit Amsterdam, des IDSIA Lugano und dem Basler IT-Unternehmen Canoo Engineering AG. Seit 1999 liegen alle Rechte bei der Canoo Engineering AG. Canoonet war seit Mitte 2000 online und wurde seither laufend erweitert und ergänzt.
Nachdem die Canoo Engineering AG Ende 2018 in die Informatique-MTF SA (IMTF) integriert worden war, durfte der ursprüngliche, jahrzehntelang bekannte Domainname canoo.net Ende Mai 2019 aus rechtlichen Gründen nicht weitergenutzt werden. Die Website musste daher kurzfristig auf den neuen Domainnamen canoonet.eu verlagert werden.
Canoonet war langjähriger Kooperationspartner der LEO-Onlinewörterbücher. Als Anfang 2020 andersgelagerte Interessen der IMTF zur Einstellung des eigenständigen Canoonet-Angebots führten, wurden wichtige Teile wie deutsche Grammatik und Blog/Sprachservice von Dr. Bopp in die LEO-Website integriert.

## Inhalte
RechtschreibungUnter „Rechtschreibung“ fand man Einträge in alter und neuer Schreibung (gemäß der seit dem 1. August 2006 geltenden Regelung) sowie in regionalen Varianten, mit genauen Angaben zum heutigen Gebrauch und Links zu den Regeln der neuen Rechtschreibung.
FlexionUnter „Wortformen“ oder „Flexion“ waren zu jedem Eintrag Tabellen mit allen gebeugten Wortformen abrufbar. Bei jeder Wortform wurden die entsprechenden grammatischen Merkmale angegeben (zum Beispiel Einzahl/Mehrzahl und Fall bei Substantiven; Person, Modus und Zeitform bei Verben usw.). Der Tabellenkopf enthielt Hyperlinks zu jeweils wichtigen Seiten in der Grammatik (siehe unten).
WortbildungUnter „Wortbildung“ wurden gegebenenfalls Angaben dazu gemacht, von welchen Wörtern, Fugenelementen, Vor- und Nachsilben und Formativen ein Wort durch Wortbildung (Derivation oder Komposition) entstanden ist und welche Wörter von ihm abgeleitet worden sind. Die Angaben wurden mithilfe einer Baumstruktur angezeigt. Bei jedem abgeleiteten oder zusammengesetzten Wort wurde angegeben, mit welchen Wortbildungsregeln es gebildet wurde.
BedeutungIm „Bedeutungswörterbuch“ wurden Definitionen, Beispielsätze, Synonyme sowie Ober- und Unterbegriffe angezeigt. Die meisten Angaben stammten nicht von Canoonet. Sie wurden von dem an der Universität Tübingen entwickelten GermaNet übernommen.
Unknown Word AnalyzerWenn ein Wort nicht in den Wörterbüchern von Canoonet vorkam, versuchte dieses Programm das eingegebene Wort in bestehende Wörter, Fugenelemente und Vor- und Nachsilben zu zerlegen sowie die Wortklasse des neuen Wortes zu bestimmen. Deklinierte und konjugierte Formen wurden auch erkannt. Die Analyse war je nach Wortbildungsart auf zwei bis drei Elemente beschränkt. Die Analyseergebnisse waren nur als Vorschläge anzusehen, da das Programm die Wörter nicht verstand. So wurde zum Beispiel das Wort „Mittagsteller“ nicht nur als Teller zum Mittag, sondern auch als Steller des Mittags analysiert. Ein weiteres Beispiel stellt das Wort „Terrabyte“ dar: Es wurde in die Teile Terra und Byte zerlegt, obwohl wahrscheinlich Terabyte im Sinne von 1.000.000.000.000 Byte gemeint ist.
GrammatikDie Grammatik umfasste Angaben zu Wort- und Satzgrammatik des Deutschen. Auf weit über 1000 untereinander verlinkten Webseiten wurde ein großer Teil der deutschen Grammatik behandelt. Diese Inhalte sind seit der Übernahme 2020 auf leo.org verfügbar.
BlogCanoonet bot neben dem Online-Nachschlagewerk den kostenlosen Sprachservice „Fragen Sie Dr. Bopp“ an, in dem Stephan Bopp, ein promovierter Linguist von Canoonet, alle Fragen zur deutschen Sprache beantwortete. Ein Motto des Blogs war „Dumme Fragen gibt es nicht! – Jede Frage wird beantwortet!“ Ein Teil der Fragen wurde anonymisiert mit Antwort im Canoonet-Blog veröffentlicht. Das Blog ist 2020 auf blog.leo.org umgezogen.

## Vernetzung mit anderen Online-Sprachangeboten
Canoonet war eng mit anderen frei verfügbaren Sprach-Websites vernetzt. Es war Ausgangspunkt für Links auf andere Online-Wörterbücher und hielt kontextgebundene Links zu LEO, PONS, Wikipedia, DWDS, OpenThesaurus etc. bereit. Damit stellte Canoonet eine umfassende kostenfreie Alternative zu anderen Wörterbüchern dar. Seit 2009 gab es Canoonet auch für den mobilen Einsatz als Anwendung auf dem iPhone.
Umgekehrt verwiesen viele ein- und zweisprachige Wörterbücher und Sprachportale auf dem Netz von ihren Einträgen auf die Canoonet-Einträge. Es waren dies zum Beispiel das deutschsprachige Wiktionary, die Übersetzungswörterbücher von LEO, das deutsche Wörterbuch „elexiko“ im Wörterbuchportal OWID des Instituts für Deutsche Sprache Mannheim, das Sprachportal des Pons-Verlags, OpenThesaurus, weitere zweisprachige Wörterbücher wie zum Beispiel Beolingus der Technischen Universität Chemnitz und DIX Deutsch-Spanisch.